# Mil millones para una rubia
Pour plus de détails, voir Fiche technique et Distribution.
Mil millones para una rubia est un film policier dramatique espagnol réalisé par Pedro Lazaga et sorti en 1972.

## Fiche technique
- Titre italien : Mil millones para una rubia[1]
- Réalisateur : Pedro Lazaga
- Scénario : Pedro Lazaga, Santiago Moncada
- Photographie : Francisco Sempere
- Montage : Juan Pisón
- Musique : Jaime Pérez
- Décors : José Antonio de la Guerra
- Production : Espartaco Santoni (es)
- Société de production : Procinor
- Pays de production :  Espagne
- Langue originale : espagnol
- Format : Couleurs par Eastmancolor - 35 mm
- Durée : 92 minutes
- Genre : Drame policier
- Dates de sortie :
  - Espagne : 1er octobre 1972 (Barcelone) ; 9 avril 1973 (Madrid)

## Distribution
- Analía Gadé : Désirée Charrier
- Jean Sorel : Lieutenant Barney Holmes
- Espartaco Santoni (es) : Dr. Javier Echevarría
- José Luis López Vázquez : Terence
- Stephen Boyd : León Urrutía, joaillier
- Mabel Karr (es) : Madame Chantal
- Georges Rigaud : M. Stanley
- José Riesgo (es) : l'agent de Scotland Yard
- Eva León Conde (es) : l'infirmière